# Заунгузко плато
Заунгузко плато (Заунгузки Каракум) на туркменски: Üňüzaňyrsy Garagum; на руски: Заунгузское плато, Заунгузские Каракумы) е обширно пустинно плато в северната част на Туркменистан, заемащо северната част на пустинята Каракум.
Платото е разположено между левия бряг на река Амударя на изток и североизток и сухата долина Узбой (древната долина на Амударя) на запад. На юг завършва със стръмен и разчленен отстъп с височина 60 – 80 m, където е разположена дългата и тясна солончакова падина Унгуз. площ около 102 хил.km². Надморската височина е от 100 до 160 m, на югоизток до 203 m. Цялото плато представлява пясъчна и чакълесто-пясъчна пустиня, образувана за сметка на изветрянето и навяването на неогенски пясъчници и пясъци. От югозапад на североизток се простират дълги и високи до 10 – 15 m пясъчни валове, а на юг и югозапад – дълги и тесни ниски скалисти възвишения, наречени „кири“.